# Fritz Koegel
Friedrich Karl Adolf Koegel, auch Fritz Kögel (* 2. August 1860 in Hasserode; † 20. Oktober 1904 in Jena), war ein deutscher Schriftsteller, Philologe, Komponist und Unternehmer.

## Werdegang
Fritz Koegel wurde als erstes von vierzehn Kindern des von 1859 bis 1863 in Hasserode-Friedrichsthal im Kreis Wernigerode der preußischen Provinz Sachsen und, nach einer Station in Schochwitz, von 1870 bis 1899 in Staßfurt tätigen evangelisch-lutherischen Pfarrers Adolf Koegel (1831–1899) und seiner Frau Ida, geb. Rocholl (1838–1892), geboren. Mütterlicherseits war er ein Vetter der Erfinder und Unternehmer Reinhard Mannesmann und Max Mannesmann. 1898 heiratete er Emily Gelzer (1877–1906), Tochter des klassischen Philologen, Althistorikers und Byzantinisten Heinrich Gelzer und seiner Frau Clara, geb. Thurneysen (1853–1919).
Das Ehepaar ist durch die gemeinsame Veröffentlichung von Kindergedichten unter dem Titel Die Arche Noah bekannt geworden.
Wie schon sein Vater und sein Großvater Friedrich Johann Koegel (1800–1858), ebenfalls evangelisch-lutherischer Pfarrer, besuchte Fritz Koegel bis zum Abitur die Lateinschule der Franckeschen Stiftungen in Halle (Saale). Vom Sommersemester 1878 bis zum Sommersemester 1881 studierte er in München, Halle (Saale) und Göttingen Geschichte, Germanistik und Philosophie. 1883 promovierte er in Halle (Saale) beim Philosophen Hermann Ulrici. Seine Dissertation über Die körperlichen Gestalten der Poesie beruht auf der Ästhetik von Hermann Lotze.
Schon vor der Promotion begann er mit dem Schreiben kulturkritischer Essays, von denen bis Mitte 1886 mehr als 30 in renommierten bürgerlichen Zeitschriften wie Die Grenzboten und Die Gegenwart (1872–1931) – sowie vor allem in der Täglichen Rundschau (Berlin) erschienen.
Ab Herbst 1885 war Koegel als Redakteur der von Philipp von Nathusius-Ludom herausgegebenen, nach Erscheinen von Band 3 (1889) eingestellten Deutschen Encyklopädie. Ein neues Universallexikon für alle Gebiete des Wissens ein Jahr in Rudolstadt tätig. Anschließend nahm er das Angebot seiner Vettern an, sie, zuerst bis zum Frühjahr 1890 von Remscheid aus, beim Aufbau ihrer Röhrenwalzwerke zu unterstützen. Beteiligt war er auch an der endgültigen Gründung der „Actien-Gesellschaft Deutsch-Österreichische Mannesmannröhren-Werke“ am 16. Juli 1890, als deren erster Verwaltungsdirektor er am prominenten Sitz der Gesellschaft in Berlin, Pariser Platz 6, fungierte. Er folgte in Berlin aber auch seinen literarischen Neigungen: So entstanden, unter dem Eindruck seiner Nietzsche-Lektüre, Vox humana. Auch ein Beichtbuch und Gastgaben. Sprüche eines Wanderers. Als begeisterte Leserin offenbarte sich ihm Ida Coblenz, über deren Vermittlung es zu Begegnungen mit Stefan George im Juni und Juli 1892 in Berlin kam. Für kurze Zeit wurde er von Carl August Klein, dem designierten Herausgeber der Blätter für die Kunst, als Mitarbeiter angeworben. Er konnte dort sechs Reimsprüche „Von der Kunst“ veröffentlichen. Eine freundschaftliche Beziehung unterhielt er zu Werner von Siemens, von 1890 bis 1892 Vorsitzender des Aufsichtsrats der Aktiengesellschaft. Gleichzeitig mit seinen als Generaldirektoren amtierenden Vettern Reinhard und Max Mannesmann schied Koegel zum Oktober 1893 aus der Gesellschaft aus.
Vor 1889 zuerst auf Veröffentlichungen von Friedrich Nietzsche – „für mich ein Fund fürs Leben“ – gestoßen, hielt Koegel Anfang 1892 in der Freien Literarischen Gesellschaft in Berlin einen Vortrag über Nietzsche, der das Interesse an Leben und Werk des noch weitgehend unbekannten und damals gesundheitlich angeschlagenen Philosophen wachsen ließ. Dessen Schwester Elisabeth Förster-Nietzsche wurde auf ihn aufmerksam und die Familie Oehler-Nietzsche gewann Koegel im Frühjahr 1894 als Herausgeber einer Nietzsche-Gesamtausgabe im Nietzsche-Archiv. Kurz nach Koegels Verlobung im Dezember 1896 mit Emily Gelzer, die er bei Förster-Nietzsche kennengelernt hatte, kam es zwischen ihm und der Archivherrin, unter Beteiligung von Rudolf Steiner, zu wachsenden Konflikten über die Frage der Herausgeberschaft und schließlich zu seiner Entlassung im Juni 1897. Seine heimlichen Abschriften aus Briefen und Briefentwürfen Nietzsches sind als Koegel-Exzerpte in die Wissenschaft eingegangen.
Als Direktor von Ernst Sieglin, Fabrik von Dr. Thompson’s Seifenpulver kehrte Koegel im Frühjahr 1898 in die Wirtschaft zurück. Das Unternehmen leitete er bis zur Beendigung seiner Tätigkeit im Sommer 1904 von Düsseldorf aus sehr erfolgreich. Im kulturellen Leben der Stadt spielte er als Vorstandsmitglied und wenig später als Vorsitzender der Freien Literarischen Vereinigung von 1899 bis zu ihrer Auflösung 1903 eine wichtige Rolle. Programmhöhepunkte waren Veranstaltungen zum 100. Geburtstag von Heinrich Heine – Koegel hielt am 18. Dezember 1899 den Festvortrag in der Düsseldorfer Tonhalle vor mehr als 2.000 Zuhörern – und zum Gedenken an Friedrich Nietzsche.
Koegel wirkte darüber hinaus in der vor allem aus Mitgliedern des Düsseldorfer Künstlervereins Malkasten bestehenden Kunstkommission an den Vorbereitungen zur Gründung einer Zeitschrift mit, die im Oktober 1900 unter dem Titel Die Rheinlande – Monatsschrift für deutsche Kunst mit seinem Freund Wilhelm Schäfer als Herausgeber in Düsseldorf zu erscheinen begann. Er veröffentlichte darin Gedichte und andere Beiträge, z. B. Bei Conrad Ferdinand Meyer. Ein Gespräch. Vom Oktober 1903 bis zu seinem Tod war er außerdem als Redakteur für die Musikbeilagen verantwortlich.
Schäfer hat die Biografien seiner frühzeitig gestorbenen Freunde Fritz und Emily Koegel – sowie die von Gustav Kühl (1869–1906) – in der autobiografischen, schon von Kafka gerühmten Erzählung Die Missgeschickten verarbeitet. Über deren Leben ist damit ein „persönliches Zeugnis von beachtlichem Wert erhalten“.
Am 1. Juli 1904 gründeten Koegel und Paul Schultze-Naumburg in Saaleck bei Bad Kösen die bis 1930 existierende Saalecker Werkstätten G.m.b.H. Geschäftszweck der Gesellschaft war die Schaffung von Einzelmöbeln, Wohnungseinrichtungen, Häusern und Gartenanlagen. Von Schultze-Naumburg wurde für seinen Freund und Geschäftspartner und dessen Familie auch das weitgehend erhaltene Grabmal – Koegels letzte Ruhestätte – im denkmalgeschützten Bereich des Jenaer Nordfriedhofs entworfen.
Koegels schmales kompositorisches Werk findet sich vor allem in Fünfzig Lieder – aufgenommen sind Vertonungen von Gedichten u. a. von Johann Wolfgang von Goethe, Friedrich Nietzsche, Detlev von Liliencron, Richard Dehmel, Conrad Ferdinand Meyer, Gerhart Hauptmann, Martin Greif und Theodor Fontane, dazu ein eigenes Kindergedicht. Zu Koegels Lebzeiten wurden daraus vor allem Nietzsche-Gedichte in Gedächtnisfeiern für den Philosophen öffentlich dargeboten. Zum Gedenken an den Komponisten trug die bekannte Sopranistin Lilli Lehmann am 18. November 1904 jeweils fünf Lieder von Brahms, Schubert und Koegel in der Berliner Philharmonie vor.
Fritz Koegel war ein begeisterter Alpinist. So gelangen ihm 1895 mit dem österreichischen Bergführer Franz Hofer zahlreiche Erstbesteigungen in der Tiroler Reichenspitzgruppe.
Von dem zuvor als verschollen angenommenen Koegel-Nachlass gelangte 2007 ein Teil in das Goethe- und Schiller-Archiv, Weimar.

## Werke

### Als Herausgeber
- [Friedrich] Nietzsche’s Werke[22]

### Als Autor (Auswahl)
- Lotzes Aesthetik. Göttingen 1886
- [anonym] Vox humana. Auch ein Beichtbuch. Stuttgart, Leipzig, Berlin 1892
- Gastgaben. Sprüche eines Wanderers. Leipzig o. J. [1893]
- Gedichte. Leipzig 1898
- [mit Emily Koegel] Die Arche Noah. Reime. Leipzig 1901

### Musikdrucke (Auswahl)
- Fünfzig Lieder. Leipzig 1901
- Zwölf Kinderlieder für eine Singstimme mit Klavier-Begleitung. Leipzig o. J. [1903]